# Katabagemu
Katabagemu (Kinyarwanda Umurenge wa Katabagemu) ist ein Sektor des Distrikts Nyagatare im Norden der Ostprovinz von Ruanda.

## Geographie
Der Sektor Katabagemu hat eine Fläche von 98,0 km². Er setzt sich aus den neun Zellen Bayigaburire, Kaduha, Kanyeganyege, Katabagemu, Kigarama, Nyakigando, Rubira, Rugazi und Rutoma zusammen. Nachbarsektoren sind im Norden Nyagatare, im Osten Karangazi, im Südosten Kabarore, im Südwesten Ngarama und im Westen Mimuri.

## Bevölkerung
Nach Stand der Volkszählung von 2022 liegt die Einwohnerzahl bei 43.719. Zehn Jahre zuvor waren es 34.033, was einem jährlichen Bevölkerungszuwachs von 2,5 Prozent zwischen 2012 und 2022 entspricht.

## Verkehr
Durch den Westen des Sektors verläuft eine District Road etwa in Nord-Süd-Richtung.